# 東京の花街
東京の花街（とうきょうのかがい/はなまち）では、東京にある花街、またもとの遊廓（赤線も含む）について記述する。第二次世界大戦後GHQの政策により遊廓が廃止されたため、現在ではもっぱら芸妓屋などの集まる地域を指す。現在でこそ東京の花街は限られた地域にしか存在しないが、戦前には東京23区のうち、21区に花街が存在していた。

## 歴史
江戸時代に深川の岡場所からやがて「粋」を売り物とする辰巳芸者が生まれた。このほか、日本橋の芳町や柳橋などの芸妓は江戸っ子に人気があった。明治時代以降、官庁街に近い新橋、赤坂が、政府高官も遊ぶ場所として発展した。関東大震災では下町の花街が大きな被害を受け、被害の少なかった神楽坂がにぎやかになった。元々向島はあまりさえない土地柄であったが、近年若い女性（「カモメさん」と呼ばれるコンパニオン）が座敷を勤め、人気を得ているという。
そして、その「土地」で営業の際、「妓楼［貸座敷］娼妓引手茶屋ノ三者」をもって「三業ト唱ヘ」るのが東京の風俗営業における三業地である。
待合茶屋・料理屋・芸妓屋のうちふたつがあって二業組合が認可されている地を二業地、待合茶屋・料理屋・芸妓屋からなる三業組合が組織されている地区もしくはその三つをそろえて経営する三業会社の営業地を三業地と呼ぶのが正式である。
少なくとも東京における規約のうえでは「一業」である「遊廓」が実態の上では三業になっていても「三業地」と呼ばれる例はない。遊廓は貸座敷・引手茶屋・娼妓屋という“三業”が営業が許可された土地である。
東京において「風俗警察ノ取締」を要する「遊廓」とは、「娼妓貸座敷アル土地」を指した。たとえば、大正四年十一月改正『品川貸座敷引手茶屋娼妓組合規約』で「本組合ハ明治三十三年九月警視庁令第三十七号ニ基キ東京府荏原郡品川町ニ於ケル貸座敷営業者引手茶屋営業者娼妓稼業者ノ三種営業者ヲ以テ組織シ品川三業組合ト称ス」とされた品川遊廓は、「娼妓取締規則」と同年に発布された「貸座敷引手茶屋娼妓取締規則」（警視庁令第参七号）によって営業許可（地域指定）されている。
その意味で、新吉原、洲崎の他宿場の「遊廓」もまた「三業」である。
大正期以降になると、ふたつで構成される「二業」が規定され、三業とともに「花街」と呼ばれる。したがって東京で花街といえば過去にこうした二業もしくは三業からなっていた街が「花街」と考えるのが妥当である。
もともと花街という言葉が文字になっているのは天明4年（1784年）発行の『浪花花街今々八卦』がある。その中の「浪花花街之異名」に「公許の遊廓」である「新町」から、曽根崎、島之内、堀江などと、尼寺前、髭剃、羅生門、こっぽり等の低級遊里も掲載されている。その後、花街が使われるのは文政年間に『花街漫録』や『花街風流解』（さとふりげ）などがある。そして、江戸時代の終わりに書かれた『守貞謾稿』では「遊女町、島原、新町、吉原の如き官許にて廓をなすものを花街の字のありて」との記述がある。これらのことから、明治以前からしばらくは明らかに花街＝遊廓で使われている。
その後、松川二郎が昭和4年（1929年）に刊行した『全国花街めぐり』では、日本全国の芸者町についての記述であるが、これは東京においては早くから遊廓と、現在にも続く六花街などとの分化がすすみ、この頃には花街＝芸者町の意味合いが強くなってきたとみられる。吉原、品川、千住、洲崎、新宿、板橋なども芸妓は少数いても基本は娼妓の遊廓で、向島、湯島天神、芝明神、新橋、浅草、芳町、赤坂、柳橋、他多くの芸者のみの「純化した花街」と分けて呼ぶ必要があったとみられる。そもそも花柳界という言葉も、東京では関西に比べ多く用いられてきたのも又、こうした背景があったものとみられている。

## 東京六花街
以前は柳橋・芳町・新橋・赤坂・神楽坂・浅草を六花街と呼んだが柳橋の花柳界が消滅した後、向島を加え六花街と呼ばれるようになった。

### 芳町
葭町（1618年）は江戸期、現在の日本橋人形町付近に、歌舞伎の芝居小屋が建ち、随時して陰間茶屋が誕生し、それが花街の原型となる。新劇の創始者・川上音二郎の妻で日本で最初の女優、川上貞奴はこの花街の芸妓であった。

### 新橋（銀座）
1857年（安政4年）、現在の銀座八丁目付近で三味線の師匠が料理屋を開業したのが花街の誕生となる。明治、大正に最盛期を迎える。毎年5月に開催される東をどりで有名。

### 赤坂
江戸期、溜池付近に岡場所が発生し明治に花街として成長する。主に官僚らが利用していた。

### 神楽坂
石畳の路地が残っており、風情がある。

### 浅草
花街としての浅草は芳町同様、江戸期に発生し猿若町の芝居小屋付近の「猿若町芸者」、山谷堀周辺の「山谷堀の芸者」、浅草門前の「広小路芸者」が今日の花柳界を形成した。

### 向島
花街は、向島五丁目に位置する。向島では「宮様から畳屋様まで楽しめる」などと言われるように、下町風情に溢れ、堅苦しくなく遊べるところが評価されている。東京スカイツリーが竣工され注目される。

## 東京六花街以外

### 八王子
花街は八王子駅北口の八王子市中町黒塀通り周辺に位置する。2018年、「見番（けんばん）」が建て替えられ、7月25日に披露目会が行われた。

### 大井と大森
大井　品川区南大井三丁目  （？、風光（海浜）＋海水浴）は大森海岸駅の西側にあたり、平坦で整然と区画された現在は低中層の住宅地がかつての大井花街。昭和41年当時で料亭25件あり、芸者は80人ほどいたという。
大森海岸（1893年、風光（海浜）＋海水浴）は、大森本町の商店街と環状7号線との交差点の北東エリアがかつて「大森新地」といわれた遊郭街跡で、往年の料亭建築が現在も残る。昭和40年代で、料亭が40件、芸者が60人ほどいたという。
明治から昭和初期にかけて、東京の代表的な花街の一つだったが、全盛期と比べるとかなり規模は縮小。しかし近年、日本唯一の女形芸者 兼 女将 のまつ乃家栄太朗が有名となり様々なイベントやメディア出演も目立ち始め、復興に動いている。

### 大塚
豊島区南大塚 （1920年、遊芸師匠＋指定地出願）は三業通りの名を残し、花街としての面影が色濃く残る場所で、現在も予約をしてお座敷遊びもできる。大正8年に誕生し、関東大震災の復興時期と合わせて発展。最盛期には700人の芸者が在籍し、東京最大規模の三業地とされた。

### 円山町
渋谷区円山町（荒木山、1887年、鉱泉＋（私娼窟）など道玄坂はもともと大山街道の宿場町があったところで、道玄坂と神泉谷の間の丘の円山町は現在ラブホテル街であるが明治以降花街（三業地）として栄えたところである。円山町に接する谷底の街神泉町のほうは二業地。円山町が花街となったのは、1887年（明治20年）に代々木練兵場の将校連中が来るようになってからという。こうして1913年（大正2年）に、 芸妓置屋24戸、芸妓60名、待合茶屋13戸をもった1万5千坪が三業地として指定され、1919年（大正8年）2月には渋谷三業を株式会社として創立し隆盛期に。1921年（大正10年）には、さらに芸妓置屋137戸、芸妓402人、待合96軒、関東大震災直前には芸妓420名を数え、戦後を経て1980年ごろまで三業界のにぎわいは続き、昭和40年には料亭84軒、芸者170人が居たという。現在は見番はないが少数の芸者で活動中であり新たな芸者志望者の受入も行っている。花街時代の建物もわずかながらに残っている。

## 江戸四宿
江戸四宿（板橋・品川・新宿・千住）は江戸期、各宿場町から始まり遊所として発展し幾度の取り締まりを受けて明治初期に遊廓となる。昭和戦時中に廃絶した板橋を除き、1958年（昭和33年）、売春防止法施行まで遊廓として営業していた。

### 品川
品川区品川

### 板橋
板橋区板橋

### 千住
足立区千住柳町（1661年）。旧日光街道の千住宿の中に点在していた宿場女郎を大正中頃、千住柳町を免許地として集娼したところで16軒程から、板橋や吉原の一部業者も入りピークは56軒あったという。

### 内藤新宿
新宿区新宿二丁目　甲州街道内藤新宿に分散していた遊廓が、大正期に一か所にまとめられたのが現在の新宿２丁目の始まり。戦災で焼け、戦後赤線・青線となり現在のゲイの町へと遊里の歴史は変遷してきた。

## 江戸四宿以外

### 調布町宿場[8]
旧調布町。上布田町（貸座敷数：娼妓数＝3：21、)　甲州街道調布宿。調布駅と布田駅の中間付近。調布駅北口の仲通りにかけて戦後にはカフェー街へと発展。

### 府中町宿場[10]
府中町本町（貸座敷数：娼妓数＝5：20、)　甲州街道、大国魂神社の傍。

## かつて存在していた花街（遊廓）

### 玉の井
墨田区東向島。すぐ近くには鳩の街があり、玉ノ井で商売をしていた人達が空襲で焼き出され、この辺りに移って来たのが始まりとされ、かつてはカフェー街や特飲街などと呼ばれた赤線地帯だった。

### 新吉原
1617年（元和3年）、現在の日本橋人形町の付近に「元吉原」とよばれる遊廓を開設。1657年（明暦3年）、明暦の大火により焼失。現在の台東区千束に移転、「新吉原」と呼ばれるようになった。幾度の火災を経て、1958年（昭和33年）の売春防止法施行まで遊廓の営業を続けた。現在はソープランドが密集する歓楽街である。

### 洲崎遊廓
1888年（明治21年）、根津遊廓（現・東京都文京区根津）が廃止され、現在の江東区東陽にあたる洲崎に移転され、洲崎遊廓と呼ばれた。昭和戦後は「洲崎パラダイス」と呼ばれ、売春防止法により廃止。現在は住宅地。

### 田町遊廓
八王子は、江戸時代には甲州街道の宿場町であると同時に絹織物産業の街として栄えたことから、街道の旅籠には飯盛女（宿場女郎）が置かれ、後の遊廓の元となる。明治初期に芸妓置屋、料理屋による狭義の花街が誕生する。大火の影響で遊廓は田町に移転し、昭和33年（1958年）の売春防止法施行まで続いた。

### かつての花街[4]
- 深川仲町　江東区深川（1658年-1680年、岡場所（社寺）に花街が存在した。発生は江戸時代で深川八幡宮の付近の茶屋で後に最規模を誇った岡場所となり、吉原と対抗し度重なる取り締まりを受けた。深川の芸妓は花街が位置する方角にちなみ、「辰巳芸者」と呼ばれきっぷの良さが売り物であった）

- 城東　江東区亀戸（1789-1801、岡場所（社寺）＋（私娼窟）亀戸天神の裏手にあたる通称「天神裏」。旧花街と、そのさらに後方に「遊園地」と名付けられた赤線が広がっていた。花街としての歴史は古く、明治時代に工業地域として発展しその流れを汲んで日露戦争後に「城東花柳街」という三業地が誕生したもの）

- 柳橋　台東区柳橋　（江戸中期、幕府による取締りで深川から一部の芸妓が移住し、隅田川沿いに構えたのが花街の始まりとされる。やがて、地元に贔屓され新橋と並び、「柳新二橋」と称された）

- 根岸　台東区根岸四丁目（？ 、市街化＋指定地出願　許可が下りたのは大正10年（1921年）で根岸三業地はもっとも栄えた大正15年頃には、芸妓置屋40軒、芸妓139人、待合30軒を数えたという。柳通りから一本入った路地がかつての料亭街。戦後も花街は復活。現在も数件がレストランや料理屋として営業している）
- 下谷本郷　台東区上野（1744年-1748年、岡場所（社寺）＋風光（池）＋（私娼窟）　もとは上野不忍池にあった『池之端』という一大花街がいくつか花街が合併）
- 烏森（新橋南地）[10][11]　港区新橋（1751年-1764年、岡場所（社寺））

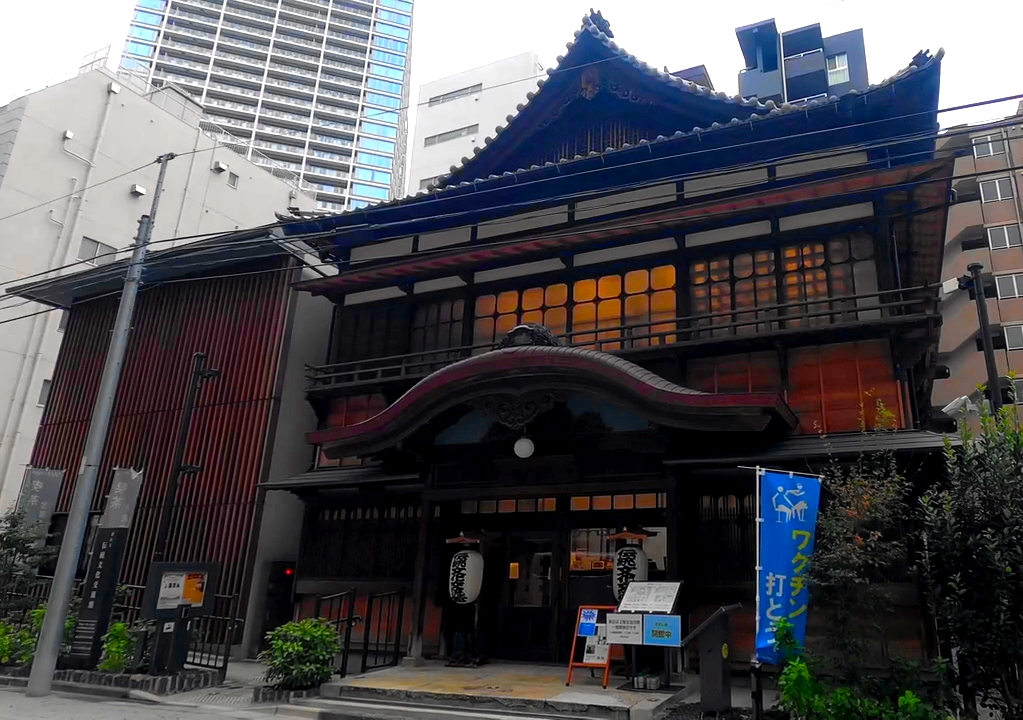
港区立伝統文化交流館

- 芝浦　港区芝浦一丁目  （1872、風光（海浜）＋海水浴＋鉱泉＋移転（埋立地）芝浦花街の検番所であった現・港区立伝統文化交流館周辺。会館は当時の芝浦三業組合長であった細川力蔵が昭和11年（1936年）に建てた。戦中には花柳界が疎開した。）
- 麻布　港区麻布十番（1910年前後、私娼窟＋指定地出願）
- 芝神明　港区芝大門（浜松町芝大神宮。1661年-1673年、岡場所（社寺）＋（私娼窟、陰間茶屋から）都内随一の盛り場があった場所。江戸時代は、芝海老芸者と呼ばれ、[12]芝大神宮の前の通りの両側には料亭が並び、神明三業組合が組織された。[13]）
- 新富町 中央区新富 （1868年、遊廓＋芝居）
- 日本橋　中央区八重州一丁目から日本橋三丁目にかけて。

- 道三堀柳町　千代田区大手町二丁目。（江戸初期。遊廓）
- 麹町　千代田区麹町5丁目、清水谷のあたり。（江戸初期、遊廓）
- 新川　中央区新川２丁目 （霊岸島 1764-1773、転入＋岡場所, 霊岸島は霊厳寺という浄土宗の寺院の名前から取られた地名。現在は陸続き、新川二丁目に「お岩」の伝承を持つ「於岩稲荷田宮神社」がある。）
- 神田講武所　千代田区神田（1857年-1870年、芝居）
- 富士見町  千代田区九段南三丁目（1869年、社寺（靖国神社など）　禿小路、芸者横丁と呼ばれ、明治時代には山の手随一の繁華街として賑わう東京屈指の花街であり、永井荷風『おかめ笹』の舞台となった。旧三番町。)
- 湯島天神  文京区湯島（1624年-1644年、岡場所（社寺）＋（私娼窟）花街は池の端の数寄屋町（後の下谷の花街）にも近く、本郷台地に端にある神社の門前に広がっていた。陰間遊びのメッカとして繁盛し寛政時代にはすでに若干の芸妓が居たとされ、ころび芸者とみられる。[14][15]）
- 白山 [1]　文京区白山一丁目（1891-1895、私娼窟＋指定地出願）

- 駒込 [1]文京区本駒込5丁目（1921、市街化＋指定地出願、旧「駒込神明町」四谷大木戸よりも一年早く、大正十年頃に生まれた花街で、当時はまだ後ろは一面の田圃であったといい「大震災の余慶も享けてゐるには相違ないが、この短日月の間に北部山の手にしっかりと地盤を築き上げてしまった発展ぶりは、兎に角眼ざましいとせねばならぬ。」[15]が、大正10年に三業地指定の申請を提出し、翌年に許可が下りて開業。当時は料理屋32軒、待合21軒、芸妓置屋38軒という規模だったが、関東大震災で被災した下町の業者が山の手のこの地に流れ着き、規模が拡大したという。[9]）
- 王子　北区豊島一丁目（1789-1801、風光（滝・池）＋社寺＋（私娼窟）東京製絨会社跡地で最盛期には料亭25軒、芸妓数100名を数える三業地、もとあった二業地が移転し三業地として認可、昭和58年（1983）組合解散。[16]）
- 中野新橋　中野区（？、市街化＋指定地出願、地下鉄丸ノ内線中野新橋駅すぐにある赤い欄干の橋が新橋であり、神田川を渡った右手一帯がかつての花柳界の場所で昭和41年ころに料亭41件、芸者130人だったという）
- 新井薬師周辺　中野区上高田二丁目・新井一丁目（？ 、市街化＋（社寺）門前の薬師柳通りと薬師銀座との間に形成された。古くは「薬師芸者」として知られ、昭和41年当時で芸者50人、料亭15軒ほどがあったという）
- 四谷大木戸　新宿区（？ 、市街化＋指定地出願＋（芝居））
- 四谷荒木町　新宿区（明治維新後、広大な屋敷が分割され売られる過程で生まれた。芝居小屋がつくられたのをきっかけとして、池を中心としたすり鉢状の高低差のある地形の上に芸妓屋、待合が並び、軍人や学生相手の花柳界として栄え、花街にはかつて芸妓150人、料亭14軒、待合36軒あったという）
- 新宿　新宿区新宿一丁目・四ッ谷四丁目（1842-1845、風光（滝・池）＋芝居）
- 十二社 　新宿区西新宿 （-1885、風光（滝・池）＋社寺＋（指定地出願）弁天池の西側のやや高い所に花街が形成されていた。昭和40年当時で、料亭24軒、芸者60人という。現在、弁天池は道路とビル敷地になっているが現在でも花街時代の階段や路地が残っていて、料亭や旅館の建物が見られる）
- 西小山　品川区小山五丁目・六丁目、荏原五丁目  （1928、市街化＋指定地出願、西小山駅近くの立会川沿いに形成された花街。昭和40年ころ、料亭15件、芸者40人ほどであったという）
- 五反田　品川区（1921、鉱泉、花街は大正12年に指定地の許可を受けて発足。関東大震災前に急激な発展をみせた花街といわれ、昭和初年に芸妓置屋58軒、芸妓228人、料亭25軒、待合45軒があり、昭和40年ころまで料亭が並んでいたという）
- 品川海岸　品川区東品川一丁目・三丁目（旧品川宿場町の一部に遊郭があったのが、昭和7年に海岸の埋め立て地に移転、宿場町から独立。江戸時代につくられた御殿山下御台場の跡地から東京湾側への埋め立て、品川宿から移転された旧遊郭のあった場所となる）
- 下目黒[1]　目黒区  （1804-1830、風光（滝・池）＋社寺、目黒不動尊の門前に以前からあった茶店や料理屋が起源で、関東大震災後に盛んになり、昭和初年に芸妓沖や35件、料亭40件の二業地だったという。門前にあった料亭「角伊勢」の敷地は現在駐車場であるが、芸妓と武士が心中したという伝説のある比翼塚が祭られている）
- 玉川　世田谷区二子玉川（1907、風光（川）＋指定地出願、二子玉川から旧大山街道二子橋を渡った場所が二子新地と呼ばれ花柳界があった。この花街は、関東大震災の後形成されたもので、昭和初年で芸妓置屋35件、料亭40件の二業地だったという。田園都市線二子新地駅から延びる商店街から旧大山街道をこえて二子神社脇までの範囲）
- 池袋三業地　豊島区池袋三丁目  （1920、遊芸師匠＋指定地出願　池袋人世横丁は現在更地。「三業通り」と呼ばれる商店街の南側一帯に痕跡を色濃くとどめているほか、美久仁小路、栄町通り一帯にも痕跡が残る）
- 尾久三業地　荒川区西尾久二丁目（1914、鉱泉＋指定地出願）

- 品川　品川区東品川一丁目
- 羽田穴守　大田区羽田空港一丁目・二丁目（1913、神社＋風光（海浜）＋海水浴＋鉱泉、穴守稲荷神社の社前にあった料亭や鉱泉宿が起源で、京浜電鉄穴守線開通後は、周辺に運動場や海水浴場も開かれ、東京を代表する観光地となった。昭和18年（1943年）の軍部による洲崎遊郭接収により、昭和19年（1944年）初めに洲崎の遊郭関係者も移転してきたが[17]、戦後の連合国軍による東京飛行場接収に伴う、一帯の強制退去によって消滅した。）
  - 武蔵新田[1][11]大田区（商店街の裏手に戦後発展したカフェー街で洲崎から羽田穴守に移転していた業者が空港建設でさらに昭和20年（1945年）、この武蔵新田に移ってきたのが始まり。残っていた3棟のアパートが活用されて三十数軒の業者が入り、百人の女性がいたという）
- 大森海岸（ほぼ続きで大井・都新地・大森新地があり）　大田区大森北二丁目　大森新地  （1922年-1924年、埋立地）
- 森ヶ崎　大田区（1894-1896、鉱泉）

- 蒲田  （1921、市街化＋指定地出願、昭和初年にできた花柳界であるが、京急蒲田そばの柳通り（飲食店街）界隈等、諸説ある。[1]　）
- 平井三業地  江戸川区平井三丁目（？、市街化＋指定地出願　現在の平井駅南口を出て最初の路地に入る飲み屋街。昭和2年に成立し、戦前は芸妓250名、芸妓置屋45軒、待合30軒以上、料理屋7軒ほどあったという。戦災に遭うも昭和25年に復活、昭和30年（1955年）当時は芸妓約50名、料亭・待合19軒。）
- 立川[1][11]立川市　駅の1キロほど東の南部線沿いに２つのカフェー街。そのひとつ錦町楽天地は三業地を経て戦時中に洲崎の業者が入り、戦後は旧赤線、進駐軍向けの接待所（RAA）を経てカフェー街となったもので、南側は現在飲食店街。旧赤線だった錦町はそこから北へ入ったところもう一つの羽衣町新天地は戦後つくられたもの）
- 青梅　青梅市（駅を出てすぐ左（東）の通りが三業通りとよばれ、飲食店が並んでいる。ここがかつて花街のあった場所。現在でも当時の建物が残り、飲食店や仕出し屋、旧検番所などから崖線にも古い旅館のような建物が残る）
- 原町田[11]　町田市
- 波浮港町遊廓[1]　大島町
- 父島大村宿場[10]父島・大村東町（貸座敷数：娼妓数＝1：3、[9]）